# Sony Alpha NEX-7
Aucun α 7
α 6000
Le Sony Alpha NEX-7 est un appareil photographique hybride semi-professionnel de monture E commercialisé par Sony Alpha entre novembre 2011 et avril 2014. Il représente le haut de la gamme des hybrides Sony avant l'arrivée de l'Alpha 7 et reste le modèle APS-C le plus avancé avant la sortie de l'Alpha 6000.

## Caractéristiques techniques
Par rapport au NEX-5, le NEX-7 est plus massif avec une poignée plus ergonomique ainsi que de nombreux boutons et molettes supplémentaires. L'appareil utilise une interface nommée Trinavi qui permet de réaliser des réglages poussés par le biais de trois molettes, deux sur le capot et l'autre à côté de l'écran.
En ce qui concerne l'électronique, le NEX-7 est muni d'un capteur Sony CMOS Exmor de 24,3 mégapixels dont la sensibilité peut atteindre 16 000 ISO. Le microprocesseur Bionz, déjà utilisé sur les anciens SLT et NEX, s'occupe du traitement de l'image qui est affichée sur un écran LCD de 921 600 points mesurant 7,5 cm de diagonale, monté sur charnière. Il dispose également d'un viseur électronique. L'appareil est capable de filmer en 1080p à 50 i/s.

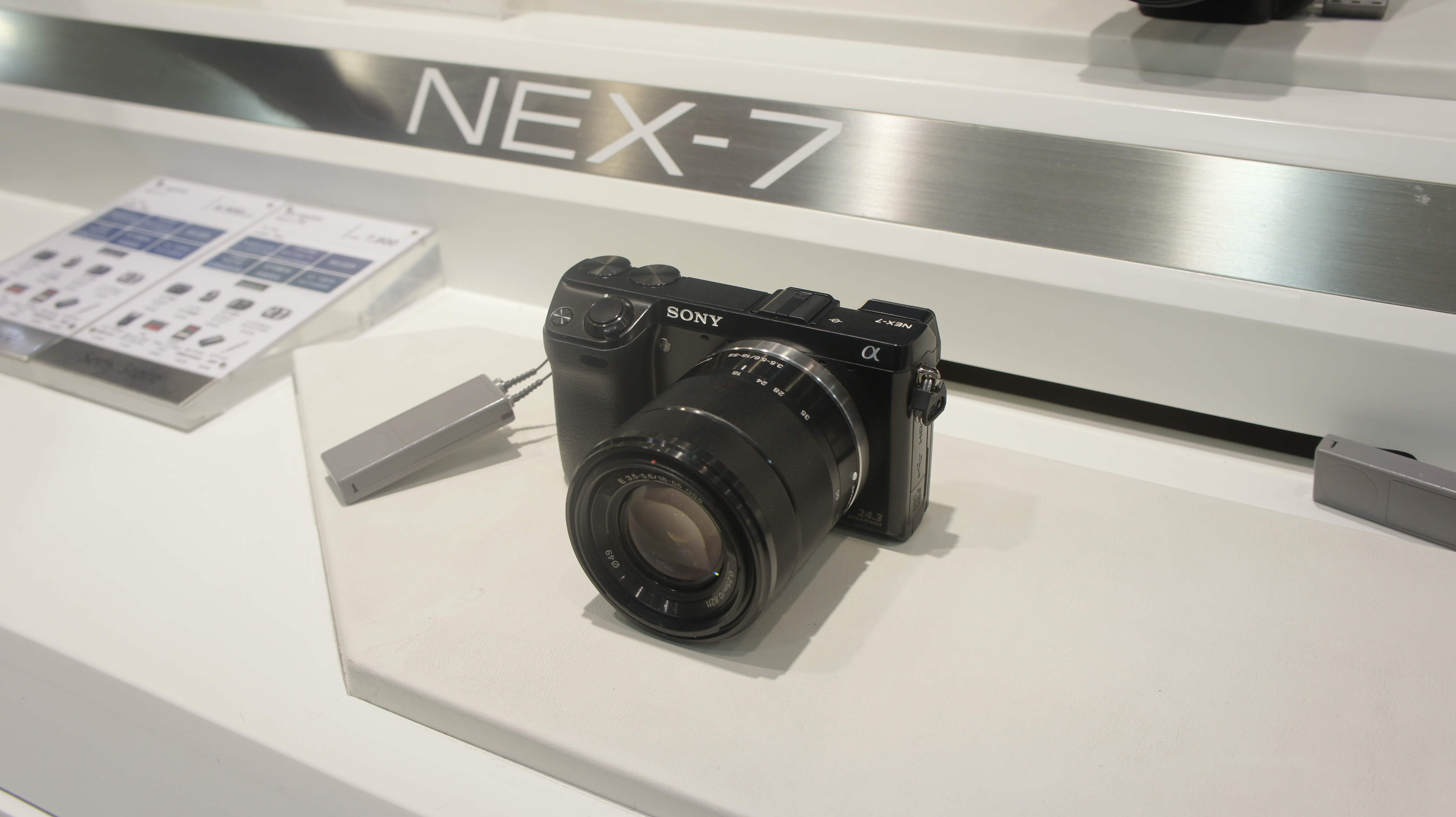
Exposition d'un NEX-7 sur un stand.
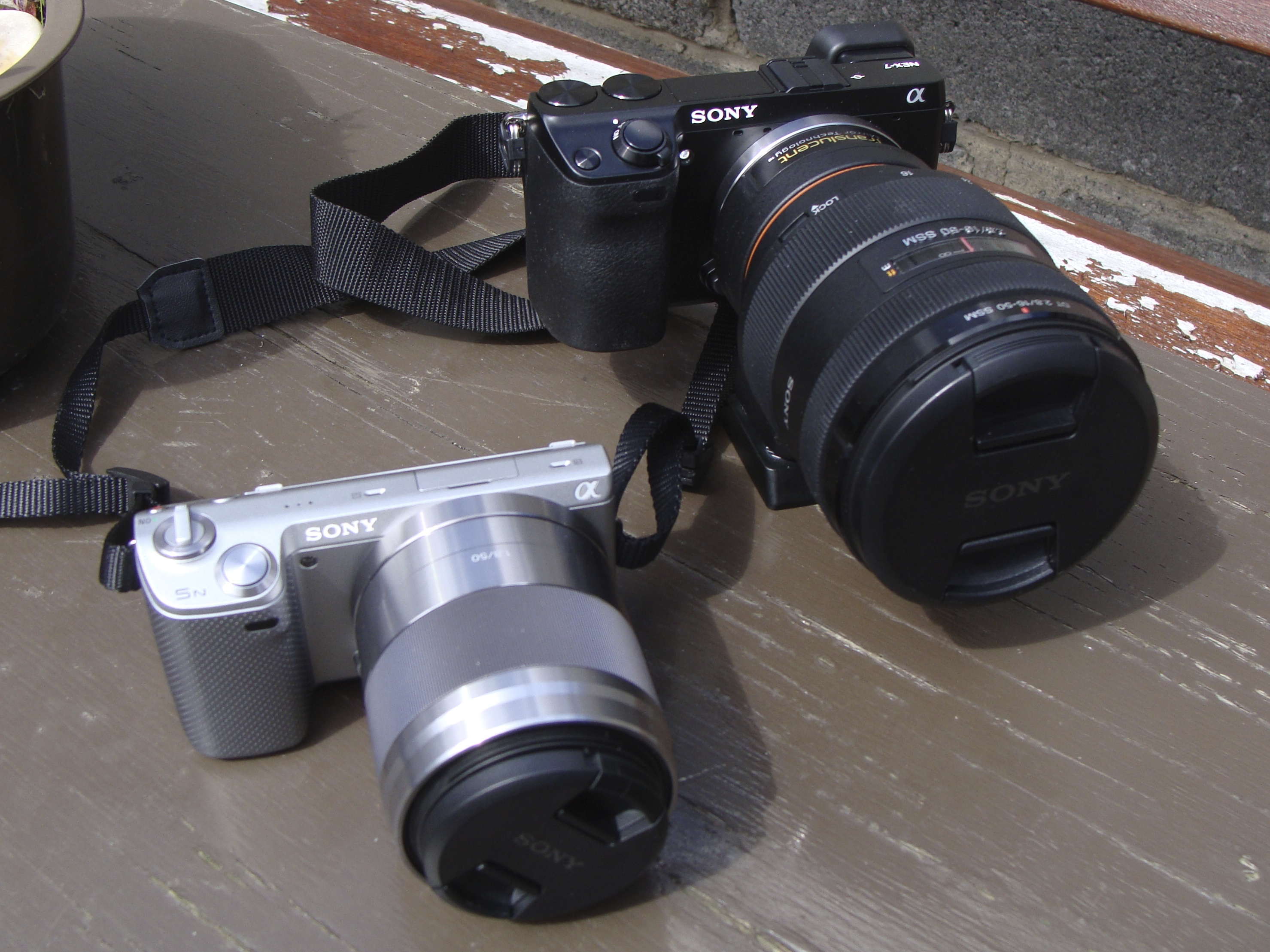
Comparaison entre un NEX-7 et un NEX-5N.
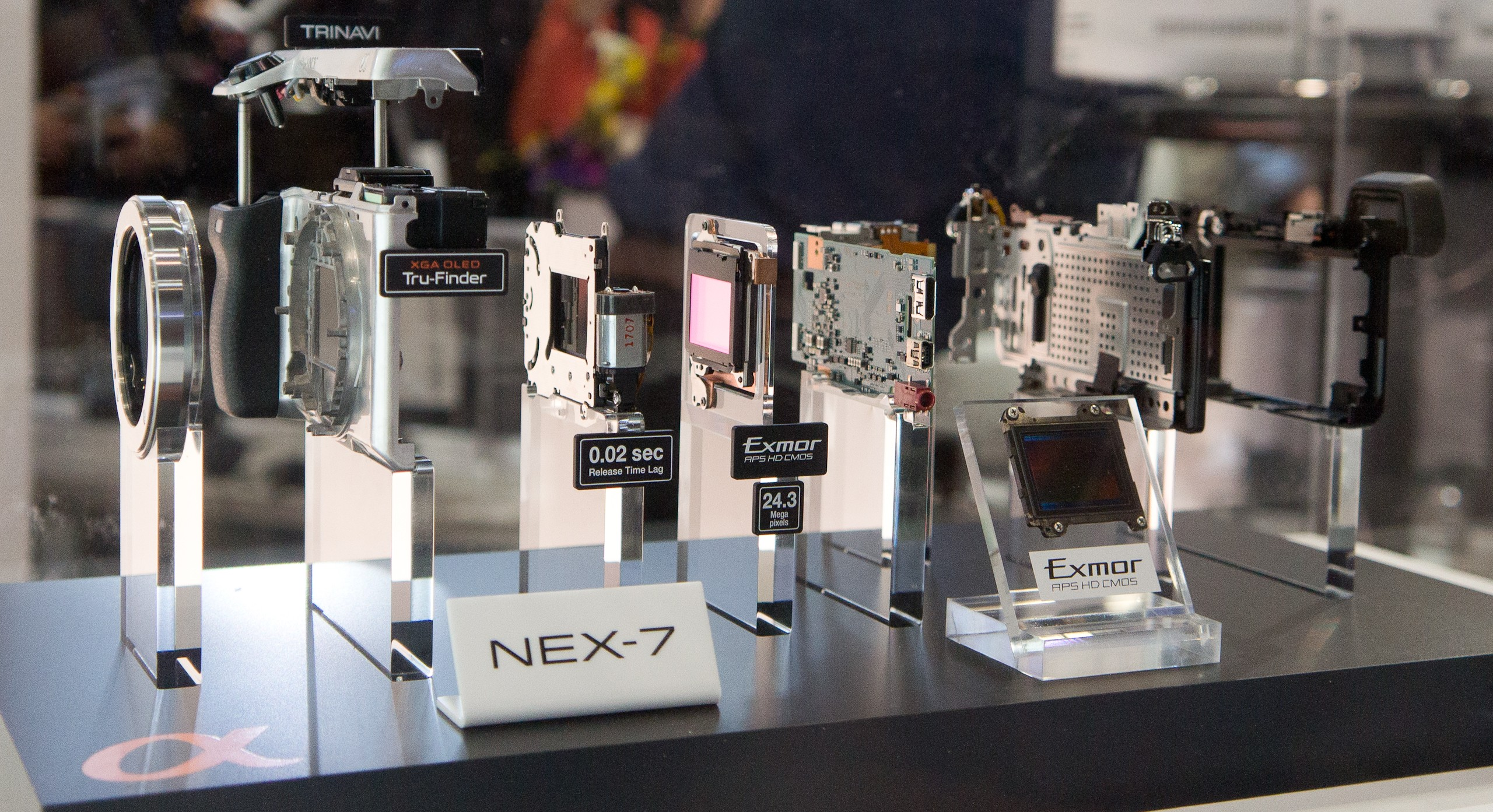
Vue explosé du NEX-7.

## Accueil
Le NEX-7 est très bien accueilli par la presse spécialisée et par les photographes (amateurs et professionnels), car il offre des performances et des possibilités très proches de celle des reflex numériques experts, mais avec un boîtier léger et compact. Certains professionnels se sont équipés d'un NEX-7 comme second boîtier léger, voir principal, en remplacement de leur ancien reflex,,.
En 2012, il reçoit le prix TIPA du meilleur hybride expert.
Le site LesNumeriques lui décerne 5 étoiles, relevant en points positifs une bonne réactivité, la bonne construction et l'ergonomie personnalisable, le viseur électronique de bonne qualité, la qualité d'image (dont la gestion du bruit), la présence d'un flash intégré, le mode vidéo de qualité et fluide ainsi que le mode panorama. En points négatifs, le site fait état de la nécessité d’avoir une optique performante pour exploiter la définition du capteur, la lenteur de la rafale avec AF, l’absence de stabilisation mécanique intégrée, la griffe porte-accessoire de format propriétaire et enfin l'impossibilité de prendre des photos pendant l'enregistrement vidéo et le déclenchement bruyant.

## Concurrence
Le NEX-7 est un appareil « semi-pro », une catégorie qui regroupe des appareils aux fonctions proches des appareils professionnels mais plus compacts, destinés aux photographes amateurs passionnés et aux photographes professionnels. Lors de la sortie du NEX-7, il n'existe que le GH2 comme hybride appartenant à cette catégorie, ses concurrents sont surtout des reflex : (Canon EOS 7D, Nikon D300s et Sony Alpha 77), il faudra attendre 2012 pour que sorte les Fujifilm X-Pro1 et Olympus OMD EM-5 puis EM-1 pour que le marché s'élargisse chez les hybrides.

## Dérivé et remplacement

### Hasselblad Lunar

Logo du Lunar.

En septembre 2012, Hasselblad lance son premier appareil photographique hybride, le Lunar, basé sur le NEX-7. Il est donc compatible avec tous les objectifs Sony Alpha de monture E. C'est un appareil destiné aux professionnels travaillant dans le milieu du luxe et de la mode ainsi qu'aux célébrités. Il est construit avec des matériaux spécifiques comme du cuir ou du bois.
L’appareil est commercialisé au prix de 5 000 €, sa réputation d'objet de luxe et d’appareil performant vient de son utilisation par des personnalités telles que David Lynch, Dmitri Medvedev, David Beckham ou encore le groupe Blondie,.

### Alpha 6000 et Alpha 7
L'Alpha 6000, qui remplace à la fois le NEX-7 et le NEX-6, est présenté au cours d'une conférence le 12 février 2014. Sa commercialisation démarre début avril de la même année,.
Après le NEX-7, Sony ne produit plus d'hybride semi-professionnel APS-C avant la sortie de l'Alpha 6500 fin 2016, cette catégorie passant entre-temps au plein format avec l'Alpha 7 en 2013. L'A6000 devient alors, par la même occasion, l'hybride APS-C le plus avancé de la gamme ILCE.

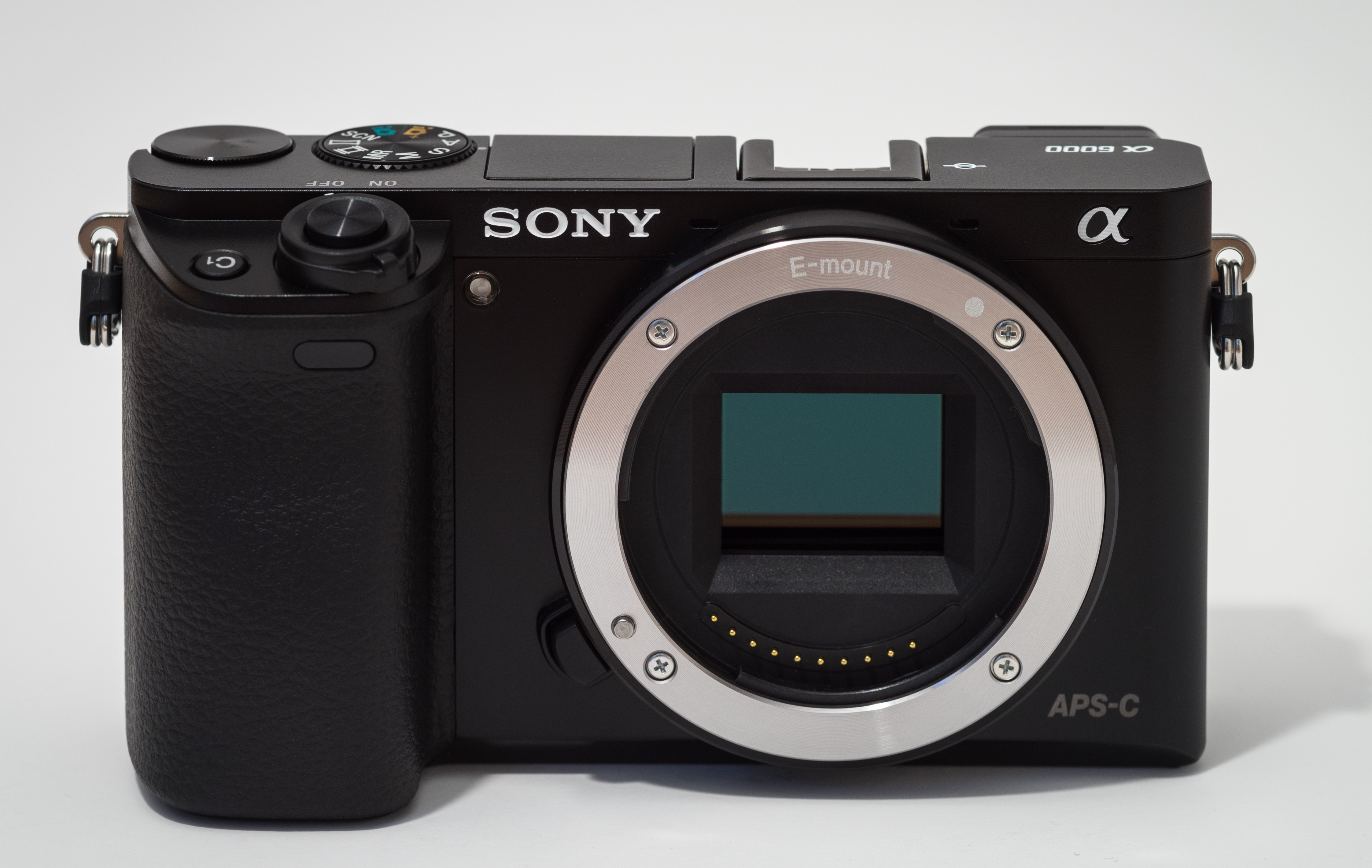
L'Alpha 6000.
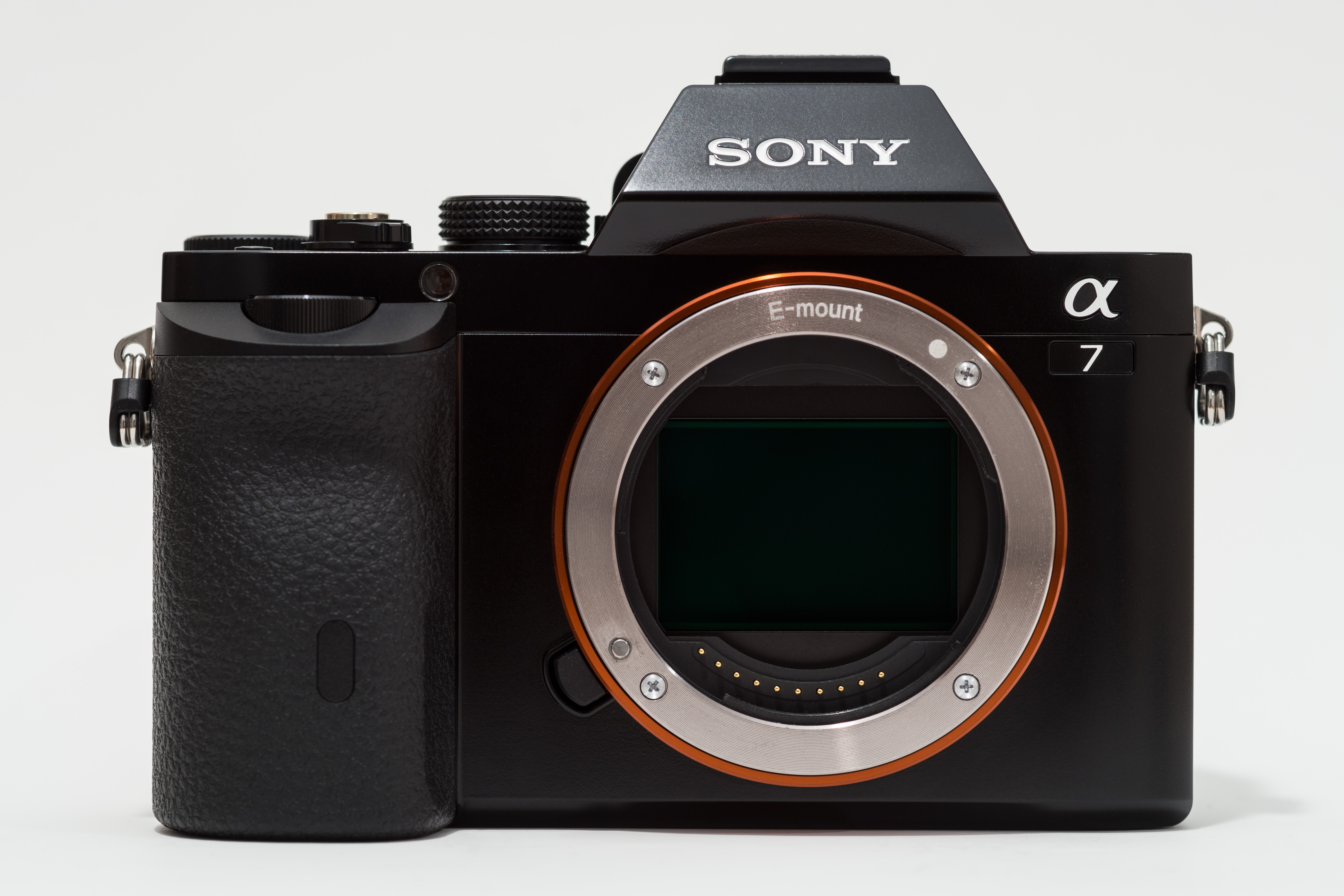
L'Alpha 7.